# Мачете
 Тази статия е за вида нож.  За филма вижте Мачете (филм).  
Мачете е дълъг (дължината му често е над 50 см) и широк нож, предназначен за рязане на захарна тръстика или за прочистване на път през обрасла с храсти, лиани и тънки дървета местност. Широко разпространено в Латинска Америка, Африка и Азия. Освен за земеделска работа или за проправяне на път през джунглата, често се използва и като оръжие. Обикновено дължината му е между 40 см и 65 см, а дебелината на острието е 3 мм.
Мачете билхук (billhook) се доближава по форма до косер, широко използван в България в близкото минало земеделски инструмент, нож за рязане на дръже и царевица.
Няколко разновидности на мачетето са приети на въоръжение в армиите на различни страни. Интересът към използването на мачетето като хладно оръжие е най-силен по време на Втората световна война и войната във Виетнам.
Мачетето е изобразено на националния флаг на Ангола. В популярната култура се среща като хладно оръжие в множество филми и компютърни игри. Във филма „Мачете“ Дани Трехо играе героя Мачете, който използва едноименното оръжие за убиване. Мачете е основното оръжие на героя на Силвестър Сталоун във филма „Рамбо“ от 2008 г.
Мачетето е едно от основните оръжия, които се използват и до днес при безредици в Африка, като много от жертвите в различните конфликти са убити именно с мачете. Въпреки това „мирното“ му приложение е далеч по-разпространено. В Доминиканската република например се използва в домакинствата за разсичане на кокосови орехи.